# Valderías
Valderías ist ein spanischer Ort in der Provinz Burgos der Autonomen Gemeinschaft Kastilien und León. Der Ort gehört zur Gemeinde Alfoz de Bricia. Valderías ist über die Straße BU-V-6117 zu erreichen. 

## Sehenswürdigkeiten
- Ruinöse Kirche San Martín. mit romanischen Resten
- Nekropole mit mittelalterlichen Grabmälern, genannt Tumbas de los Moros